# Baliomydas gracilis
Baliomydas gracilis is een vliegensoort uit de familie Mydidae. De wetenschappelijke naam van de soort is, geplaatst in het geslacht Mydas, voor het eerst geldig gepubliceerd in 1834 door Macquart.
De soort komt voor in Cuba en de Dominicaanse Republiek.